# 초연엑스선원
초연엑스선원(超軟X線原, Super soft X-ray source, SSXS)이란 매우 낮은 에너지의 엑스선을 방출하는 천체를 말한다. ‘연엑스선’이란 1 ~ 20 킬로전자볼트 범위의 에너지를 가지고 있는 경엑스선과 비교해 에너지가 0.09 ~ 2.5 킬로전자볼트 정도로 낮은 엑스선을 말한다. 우리 은하에서 발견되는 SSXS는 대부분 은하 원반의 성간 흡수로 인해 에너지가 0.5 킬로전자볼트 이하로 관측된다. 외부 은하에서는 비교적 손쉽게 초연엑스선원의 증거를 찾을 수 있는데, 마젤란 은하들에서 10개 이하, 안드로메다 은하에서 최소 15개를 관측해냈다. 2005년 초까지, 대마젤란 은하, 소마젤란 은하, 우리 은하 및 20개 이하의 외부 은하들에서 100 개 이상의 SSXS가 발견되었다.
초연엑스선원은 백색 왜성이 동반성의 물질을 빨아들여 표면에서 핵융합을 일으켜 만들어지는 것으로 추측되며, 이런 경우를 ‘근접쌍성 초연엑스선원’(Close-binary Super soft X-ray Source, CBSS)이라고 부른다. 이 가설이 맞다면, 핵융합을 지속시키기 위해 충분한 양의 물질 이동이 일어나야 한다. 이 점에서 초연엑스선원은 보다 적은 양의 물질이 산발적으로 이동해서 생기는 신성과 차이가 있다. 이런 식으로 핵융합을 계속하는 초연엑스선원은 종래에는 백색 왜성이 붕괴하여 Ia형 초신성으로 대폭발을 일으키게 된다.
초연엑스선원은 아인슈타인 천문대에서 최초로 발견했으며, 이후 ROSAT 엑스선 망원경이 관측을 담당했다. 다양한 등급의 항성들이 초연액스선을 방출한다.

## 같이 보기
- 탄소 폭발
- Ia형 초신성
- 엑스선천문학